# CD40
CD40 (cluster of differentiation 40) es una proteína que actúa como receptor. Se expresa en células presentadoras de antígenos como los linfocitos B, células dendríticas y macrófagos, además de células endoteliales y células del músculo liso.

## Función
Los receptores CD40 del linfocito B se unen con los receptores CD40L (antes CD154) del linfocito T para que se pueda dar el cambio de isotipo. Es miembro de la superfamilia del receptor TNF.